# Zlatibor

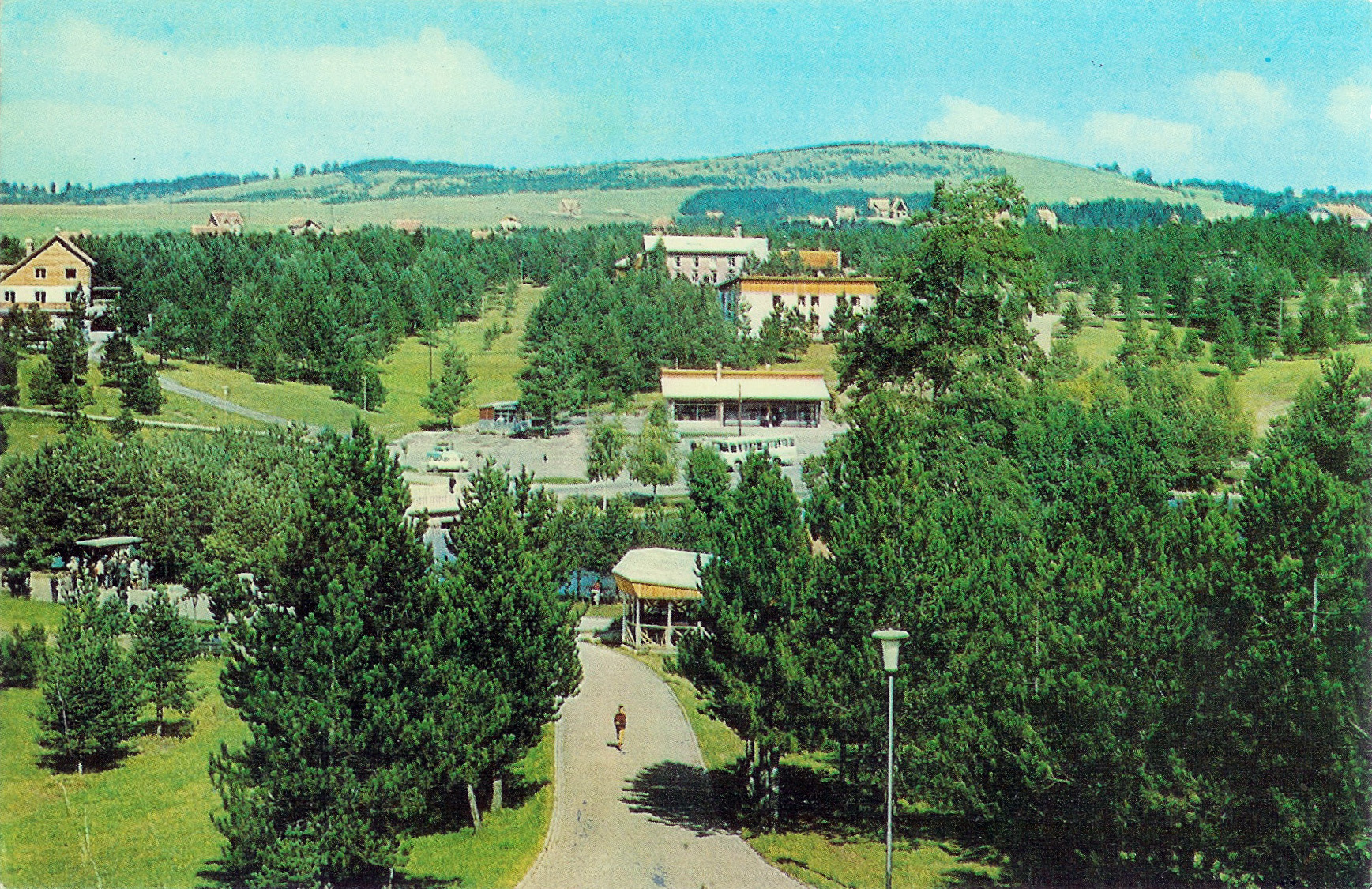
Hlavní resort, město Zlatibor v roce 1968.

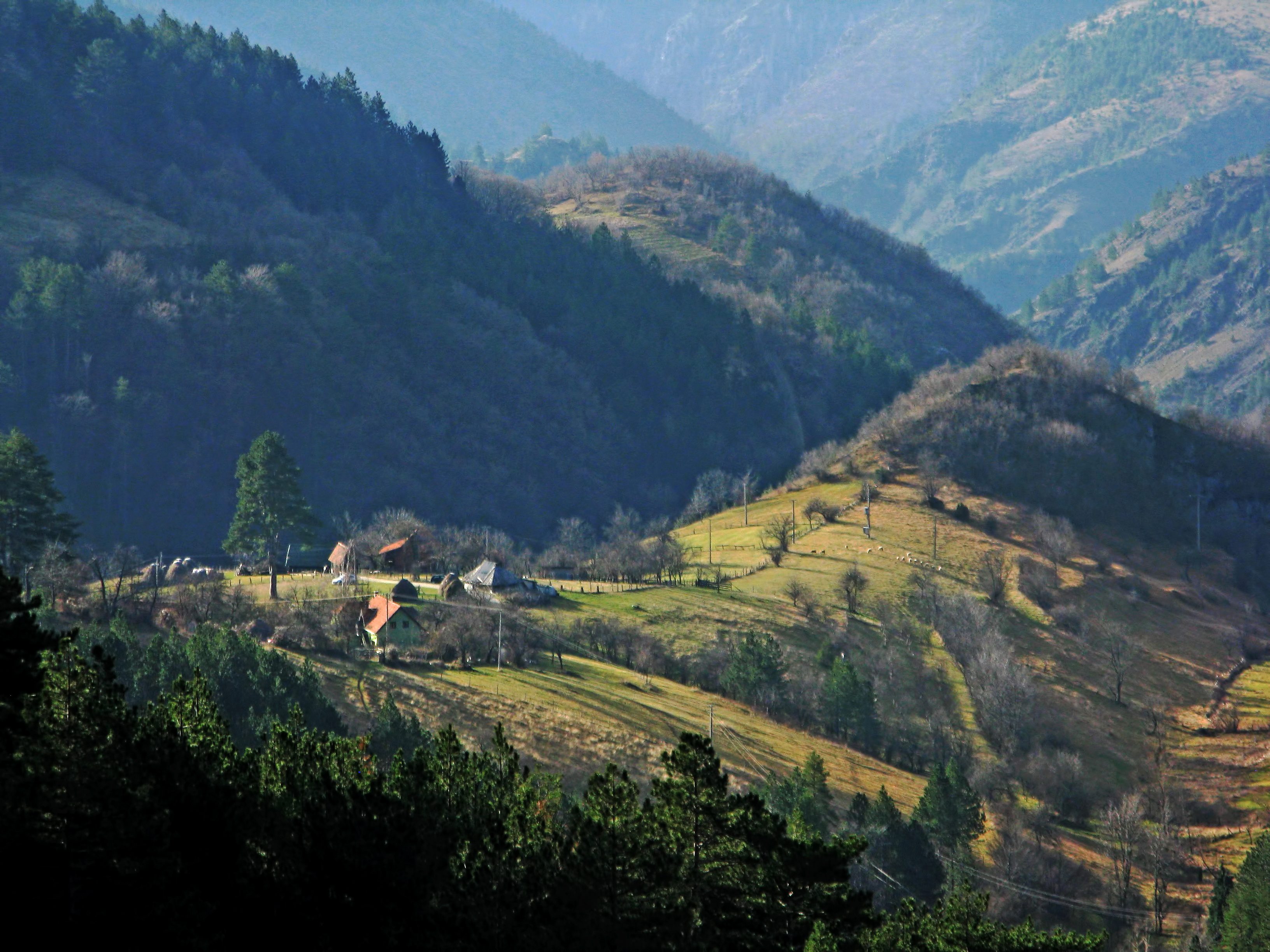
krajina okolo obce Dobroselica.

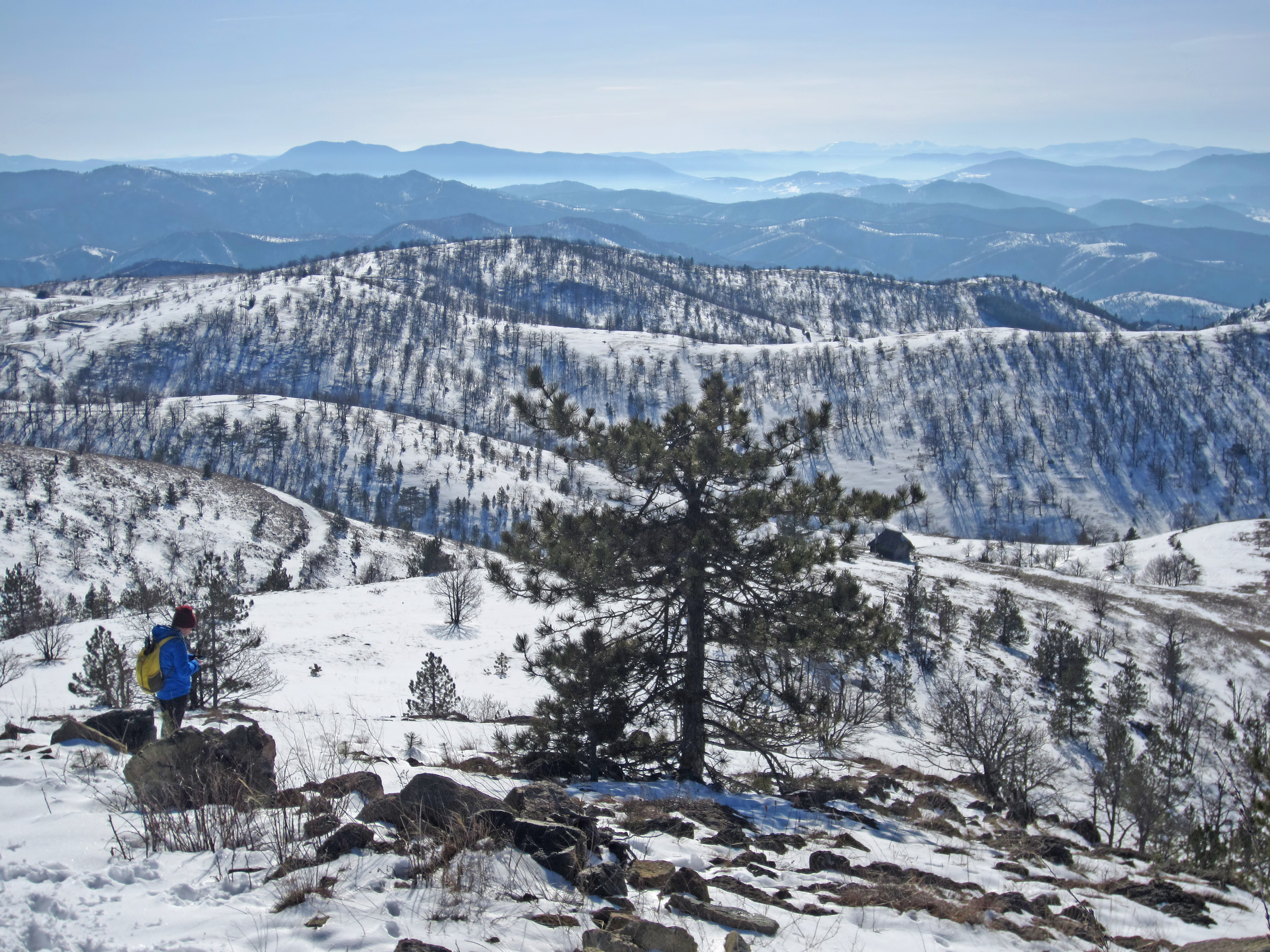
Zima na Semegnjevu.

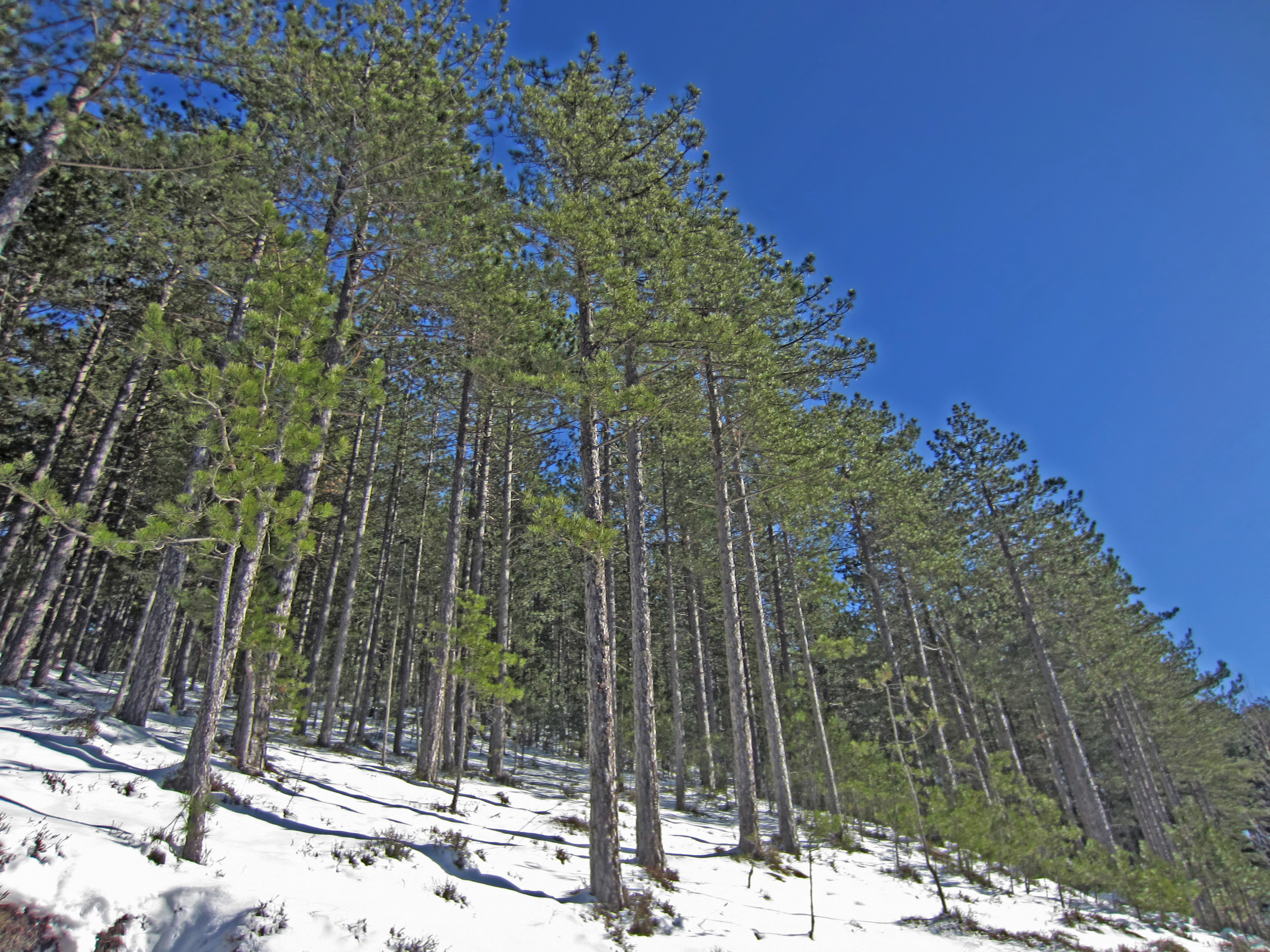
Borové lesy na Zlatiboru.

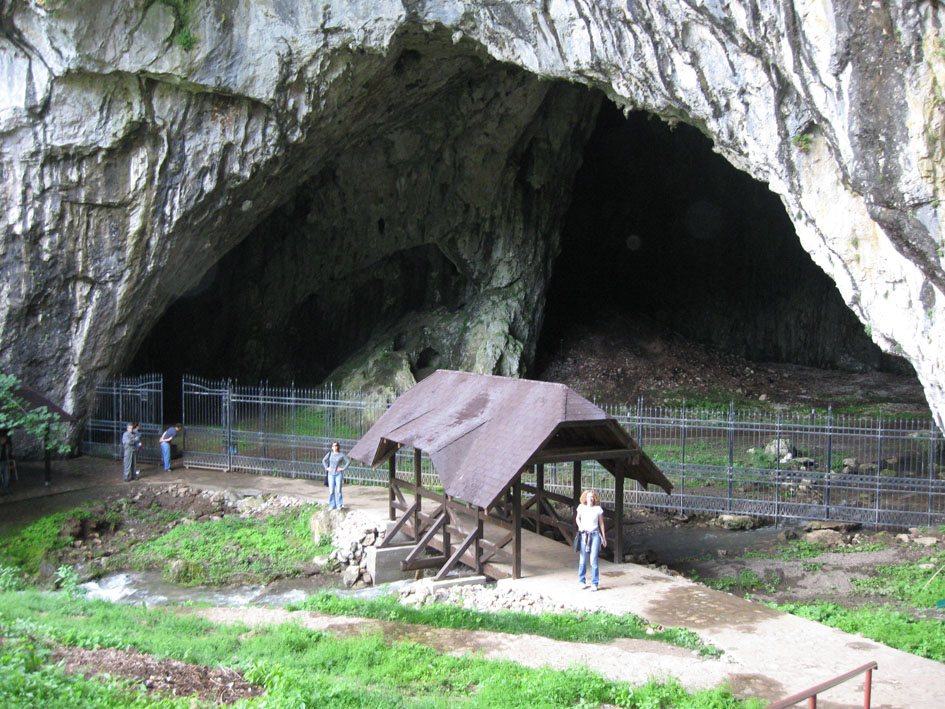
Jeskyně Stopića na Zlatiboru.

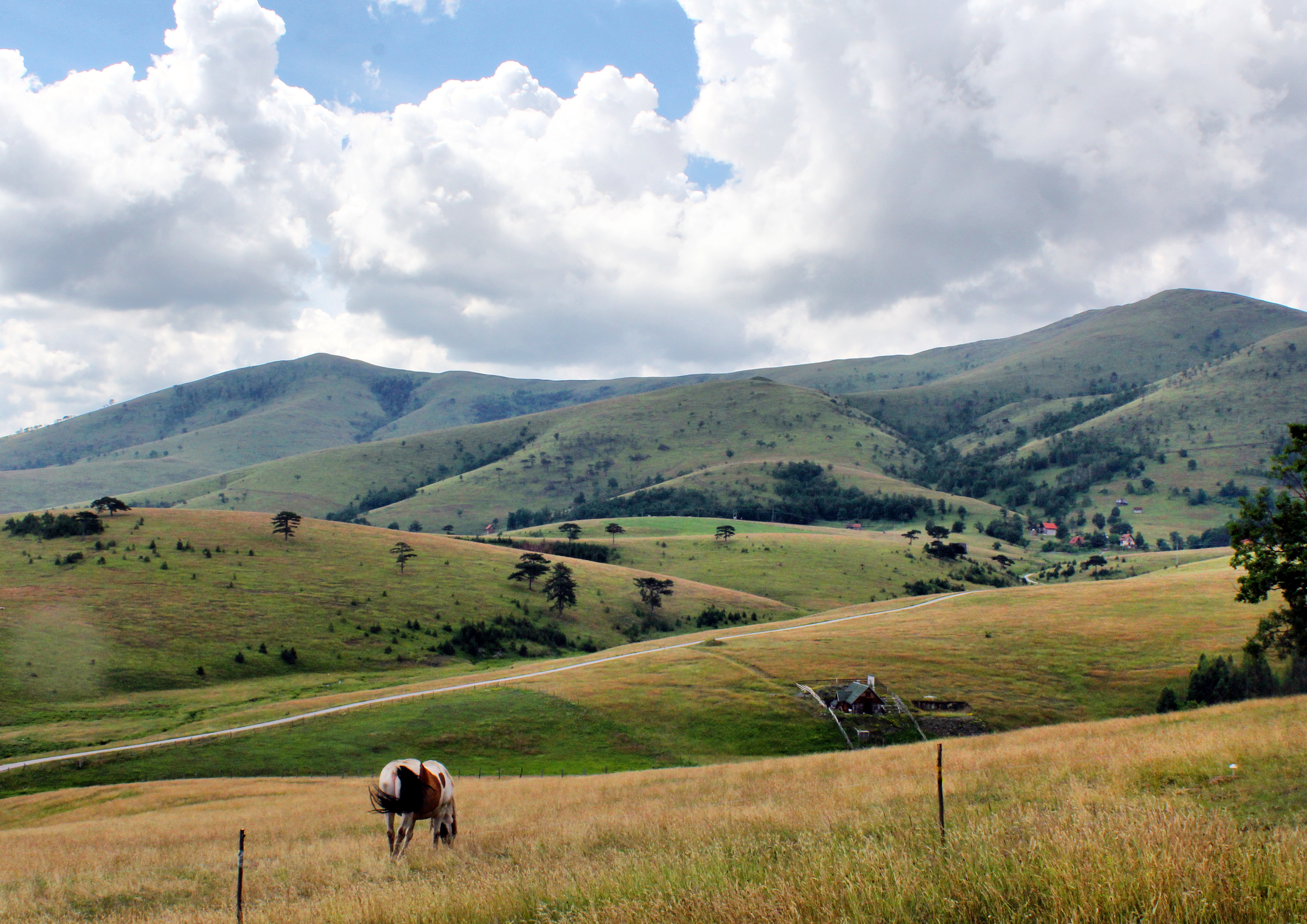
Horské louky na Zlatiboru.

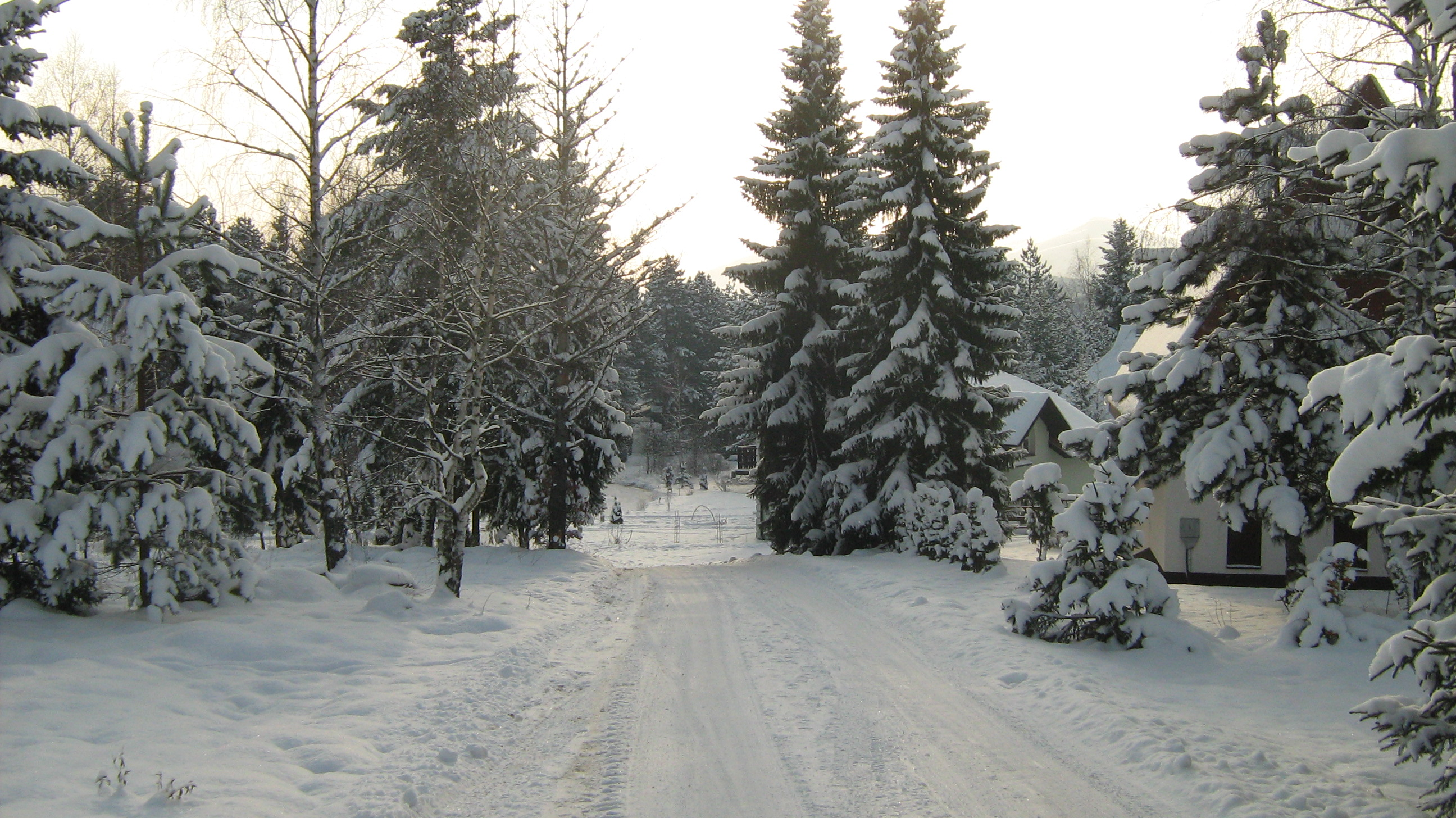
Lesy v zimě.

Zlatibor (v srbské cyrilici Златибор, výslovnost Zlatybor) je pohoří v jihozápadním Srbsku, v blízkosti města Užice. Rozkládá se v prostoru přibližně 15 × 30 km. Jedná se o v Srbsku značně turisticky atraktivní lokalitu.

## Název
Pohoří mělo během dějin celou řadu názvů. Nejstarší z nich (slovanský dochovaný) zněl Rujno. Současný název se používá od 18. století. Metaforicky odkazuje na místní borovice, které mají zlaté jehličí (srbsky Златни бор). Název Rujno se dnes uchoval pro Klášter Rujno (srbsky Manastir Rujno), který leží na severním okraji Zlatiboru.

## Přírodní poměry
Zlatibor je horský masiv s rozlehlou plošinou o nadmořské výšce okolo 1000 m n. m., ze které vystupují různé další vyšší vrcholky a kterou rozdělují po okrajích četná údolí. Nejvyšším vrcholem pohoří je Tornik, jehož nadmořská výška činí 1 496 m. Další vrcholy pohoří mají nadmořskou výšku většinou mírně nad 1 000 m. Pohoří je ohraničeno řekami Đetinja na severu a Uvac na jihu. Na západě představuje potom přirozenou hranici státní hranice s Bosnou a Hercegovinou, i když část pohoří/horského masivu leží na druhé straně na území Bosny a Hercegoviny a její entity Republiky srbské.

## Vodní toky a plochy
Horský masiv Zlatibor se svažuje směrem k severu a severozápadu; místní vodní toky proto ústí do Driny, Đetinji a Moravici. Žádná neodtéká na jih do Jaderského moře, všechny ústí do moře černého. Jižně od masivu teče řeka Uvac, která zde tvoří řadu soutěsek, které se v průběhu staletí vyhloubily do skály. U obce Negbino se vlévá do Uvacu říčka Šupljica, dále potom Rasnički potok, který se s ní propojuje u obce Radnice, potom Dobroselički potok a Šaranski potok, které se vlévají do říčky u vesnic Dobroselica a Tisovica. Další řekou, která teče v blízkosti Zlatiboru je Crni Rzav, který se později stéká s bílým Rzavem a společně tečou do Driny. Severní část masivu protéká pouze řeka Sušica. Svůj název má především podle toho, že velká část její vody se ztrácí ve vápencovém podloží Zlatiboru. Během letních měsíců řeka zcela mizí. Sušica pramení na úpatí hory Gruda a vlévá se do Đetinji. 
V pohoří se nachází řada léčivých pramenů, které vyvěrají na různých místech a doplňuji fontánu, která stojí ve středu samotného města Zlatiboru.
V prostoru Zlatiboru se nachází dvě umělá jezera: jezero Ribnica, tvořené přehradou na řece Crni Rzav s plochou 10 km2 s rybami, jakými jsou pstruh, lín nebo sumec. Přímo v centru turistického městečka Zlatibor vzniklo menší jezero pro aktivity místních i turistů; přezdívá se mu „Zlatiborské moře“. Kromě toho zde nejsou žádná přírodní jezera.

### Klimatické poměry
Od roku 1941 se v masivu nachází meteorologická stanice (v nadmořské výšce 1028 m). Pohoří má subalpinské klima, průměrná roční teplota zde činila 7,1 °C v období let 1961–1990 a poté 7,9 °C. Nejchladnějším měsícem je leden a nejteplejším srpen. Nejnižší zaznamenaná teplota zde činila -23,1 °C ze dne 26. ledna 1954 a nejvyšší potom 35,8 °C, která byla naměřena dne 24. července] 2007. Míra srážek se liší podle lokality i nadmořské výšky. Prší v průběhu celého roku, nejdeštivějším měsícem se statisticky ukazuje být měsíc září. 

## Obyvatelstvo
Kromě největšího města Zlatiboru se v pohoří nachází i několik dalších sídel. Mezi ně patří např. Čajetina nebo Sirogojno, které bylo známé díky pletení svetrů z ovčí vlny. Dále sem patří vesnice Mačkat, známá podle místního pršutu nebo Ljubiš, Mokra Gora (kde se nachází Šarganska osmica) a další. 
Vlivem těžkých životních podmínek bylo časté vystěhovalectví z místních vesnic. Proto je dnes řada sídel okolo Zlatiboru opuštěná.
Obyvatelstvo je téměř veškeré srbské národnosti, pravoslavného vyznání a z jazykového hlediska mluvící ijekavštinou, tzv. východohercegovinským dialektem. Vlivem turistické atraktivity nicméně přibývá Srbů z oblasti, kde se mluví ekavštinou, která je zde nepůvodní a ovlivňuje místní jazyk. 

## Historie
Zlatibor byl osídlen již v prahistorii, když zde žili ještě Ilyrové. Později se tito zcela začlenili do římské kultury po příchodu Římské říše. Po příchodu Slovanů se stala lokalita jedním z center Rašky, na místě dnešní vesnice Drežnik se nacházela středověká pevnost. 
Pohoří bylo součástí Rašky, později Duklji a středověé Bosny. V roce 1463 jej dobyli Turci. V následující době byl místem, kde působili různí hajduci a další bandité, kteří loupili ale také bojovali proti Turkům. Na jihu Zlatiboru v lese Murtenica se nacházelo nejaktivnější místo, kde tito hajduci působili. Dodnes se zde nachází lokalita s názvem na toto odkazující. I přesto tehdy již byli tací, kteří z představitelů turecké správy trávili v lokalitě čas ve snaze zlepšit své zdraví. Pastviny patřily bohatým Turkům, kteří žili v nedalekém městě Užice.
Po vypuknutí prvního srbského povstání se do povstaleckého Srbska začlenily severní části Zlatiboru, které spravoval Jovan Mičić, osobní přítel knížete Miloše a vladyky Petra II. Petroviće-Njegoše. Dobytím jižního Zlatiboru bylo dokončeno vytyčení hranic mezi srbským knížectvím a Osmanskou říší; hranice se ustálila na řece Uvac. Dnes z administrativního hlediska spadá pod opštiny Čajetina, Užice a Nova Varoš. Region nese název Zlatiborský okruh. 
Nedaleko místní vesnice Jablanica se nacházejí na vrcholu Cigla pozůstatky hraničních kamenů, kde se nacházela hranice mezi srbským královstvím, Rakousko-Uherskem a Osmanskou říší.
V 19. století si lokalitu oblíbil srbský panovník Aleksandar Obrenović, který zde po svém pobytu nechal postavit fontánu. Vznikla v místě s názvem Kulaševac, později přejmenovaném na Kraljeva voda, v roce 1946 na Partizanske vode a dnes Zlatibor. Fontána je dodnes doplněna datumem 20. srpna 1983, kdy se zde zastavil. Pobýval zde také i král Petar I., který odstartoval zájem o lokalitu v srbské společnosti na přelomu 19. a 20. století.
V první polovině 20. století byla postavena moderní silnice, která umožnila lepší dopravní obslužnost Zlatiboru se zbytkem tehdejší země. Pobyt na Zlatiboru byl oblíbený mezi výše položenými vrstvami srbské společnosti.
V dobách druhé světové války probíhaly v oblasti Zlatiboru těžké boje mezi partyzány a okupačním vojskem. Zlatibor byl v roce 1941 součástí tzv. Užické republiky. Při jejím pádu se partyzáni stahovali přes oblast Zlatiboru s veškerou hotovostí, kterou měli u sebe. Dne 10. října 1941 vyslalo jejich velení dvě nákladní vozidla právě na Zlatibor a nechalo peníze spálit. Jugoslávská historiografie a komunistický režim do roku 1990 přijímaly za pravdivý fakt, že peníze získali Němci, nicméně po konci vlády komunistické strany byla přijata myšlenka, že byly peníze zničeny. 
Během zimy a jara 1943 a 1944 byla nad Zlatiborem sestřeleny některá spojenecká letadla. Celkem zahynulo 47 pilotů. Někteří se skryli v lesích kde jim podporu poskytly místní četnické jednotky. Poté byli piloti přepraveni na letiště v Pranjanech 75 km severovýchodně odkud se vrátili zpět na osvobozená území.
Město se původně jmenovalo Královy vody (srbsky Краљеве воде), nicméně později změnilo název na současný. V roce 1971 byla řeka Crni Rzav na jednom místě v blízkosti Zlatiboru přehrazena a vzniklo tak jezero Ribnica.
Po roce 1990 došlo k dynamickému rozvoji a zvýšení atraktivity lokality. Především město Zlatibor se stalo místem bujné výstavby, která je mnohdy neregulovaná a nepodléhá žádnému plánování.

## Jeskyně
V pohoří se nachází několik jeskyn, jako např. jeskyně Stopića a Prerast na jižním svahu. Prerast vznikl po zřícení části jeskyně nad potokem, který tudy protéká a má odkrytý vstup. Známý je také jako jeskyně Točkovička a nebo Šupljica. Jeskyně má délku 48 metrů, výsku 12 metrů a vstupy jsou dva, jeden ve výšce 12 m a druhý ve výšce 16 m. Kamenný oblouk nad jeskyní má tloušťku 20 m. 

## Doprava
Do pohoří Zlatibor vede evropská cesta č. 763, která je v Srbsku evidována pod č. 23 a neformálně známá též jako tzv. Ibarská magistrála. Na severu se oblasti dotýká evropská cesta 761. Výhledově se má k pohoří přiblížit dálnice A2.
Železniční trať Bělehrad–Bar prochází pod Zlatiborem v šestikilometrovém tunelu. Nicméně v jeho blízkosti se nachází železniční stanice pro nedaleké město i pohoří se stejným názvem. Přes průsmyk Šargan, který tvoří hranici s pohořím Tara, vede úzkokolejka s názvem Šarganska osmica, která byla znovu zprovozněna pro turistické účely. Jedná se o pozůstatek tzv. bosenské východní dráhy.
Z města Zlatibor na vrchol Bandera vede lanová dráha. Okolo vrcholu se potom nachází také řada lyžařských vleků.
Na Zlatiboru je rovněž budováno i letiště. Další blízké je Letiště Ponikve.

## Ochrana přírody
Velká část pohoří je chráněna jako Přírodní park Zlatibor (srbsky Park prirode Zlatibor). Chráněné jsou místní borovicové lesy, vyskytuje se zde především borovice černá ale i další druhy, celkem zde roste přes tisíc druhů rostlin. Tři kulturní památky se rovněž nacházejí na území parku. Dále zde žije 18 druho obojživelníků a plazů, 154 druhů ptáků a 38 druhů savců. Od 21. století se sem vrací také vlci a medvědi. Počet medvědů dosáhl v roce 2023 té míry, že docházelo k útokům zvěře na místní stáda a včelíny. 
Přírodní park zde byl vyhlášen v říjnu 2017, proces byl iniciován v lednu 2016. Nejedná se ale o národní park. Prostor je nicméně chráněnou oblastí mimořádného významu. Půda je vlastněná z 56 % soukromými vlastníky. Uvnitř parku se nachází čtyři regiony: Viogor, Crni rzav, soutěska u řeky Uvac a soutěska Griža. 

## Využití
Pohoří Zlatibor je místem, kde se nachází četná zařízení pro zimní sporty a rozvinuta je i letní, pěší turistika. V okolí se nachází velké mnosžtví turistických tras. V samotném městě sídlí Turistická organizace Zlatibor. 
Pohoří Zlatibor si oblíbil jako výletní místo také srbský král Aleksandar Obrenović. Kromě turistických zařízení a hotelů zde byla vybudována také léčebna pro léčbu nemocí štítné žlázy.
Od roku 2005 se zde pořádá pravidlená akce s názvem Selský víceboj (srbsky Seoski višeboj), která se koná ve vesnici Jablanica. Jednotliví účastníci soupeří v tradičních aktivitách, jakým i jsou např. zpěv lidových písní, řezání klád, házení kamene apod. V roce 2020 byl ve vesnici Vodice otevřen zábavní park ve stylu amerického západu s názvem El Paso City včetně indiánsk évesnice s názvem Sedící býk. 
Vzhledem ke geografickým poměrům a vhodnému klimatu, především silnému větru, patří Zlatibor k oblíbeným lokalitám pro paragliding. Vyniká především Čigotsko-čukarská soutěska a jižní svahy vrcholu Tornik. V roce 2021 zde působily dva paraglidingové kluby a nejméně šest designovaných míst pro paraglidisty. Výhledově je předpokládáno s rozvojem sportovní turistiky. Rozšířit by se měla i síť několika lanových drah, které zlepšují dostupnost několika okolních vrcholů.
V Srbsku existuje výrobce potravin, především salámů s názvem Zlatibor.
V roce 2015 hory navštívilo kolem 300 000 turistů, z toho 36 000 zahraničních návštěvníků. V roce 2023 to bylo přes milion lidí. Jen na nový rok 2004 na Zlatiboru pobývalo na 100 000 hostů.